# Dodowa
Dodowa – miasto i stolica dystryktu Dangbe West w regionie Wielka Akra w Ghanie, położona w wiejskiej części najbardziej zurbanizowanego regionu Ghany, około 50 km od stolicy kraju Akry i miasta portowego Tema. Populacja jest szacowana na 7.000 mieszkańców.
W związku z bardzo dużym zagęszczeniem ludności i ruchu drogowego w Akrze jest duże prawdopodobieństwo przeniesienia obecnej stolicy regionu z Akry do Dodowa. Jest to jeden ze środków zaradczych rządu w celu odciążenia Akry.

## Oświata
W mieście znajdują się przedszkole, cztery szkoły podstawowe, cztery gimnazja, szkoła średnia i instytut zawodowy (Integrated Community Centre for Employable Skills). Większość z tych instytucji oświatowych prowadzona jest przez kościół chrześcijański i lokalną władzę dystryktu.

## Religie
Dominującymi religiami w mieście są chrześcijaństwo i islam, oraz kilka religii tradycyjnych. Wyznania chrześcijańskie to głównie prezbiterianie, rzymscy katolicy, metodyści i zielonoświątkowcy.